# Roches-Prémarie-Andillé

Roches-Prémarie-Andillé este o comună în departamentul Vienne, Franța. În 2009 avea o populație de 1,722 de locuitori.